# Odus fragilis
Odus fragilis là một loài ruồi trong họ Asilidae. Odus fragilis được Lehr miêu tả năm 1986. Loài này phân bố ở vùng Cổ Bắc giới.